# Chiesa di San Nicola (Rosenheim)
La chiesa di San Nicola a Rosenheim è una chiesa parrocchiale cattolica dedicata a san Nicola di Myra, che si trova nel centro storico di Rosenheim in Baviera, fra la Ludwigsplatz e la Max-Josefs-Platz. Il suo campanile di 65 m di altezza è un simbolo della città.

## Storia e descrizione
Eretta nel 1450 in stile tardogotico, dopo l'incendio del 1641, nel quale andò distrutta, venne ricostruita e dotata dell'attuale campanile con cupola a cipolla, di 65 m di altezza. L'interno, costruito secondo la moda stilistica del tempo, fu più volte ristrutturato. Nel 1880 la navata venne allungata di tre campate nella direzione della Ludwigsplatz ed assunse l'attuale aspetto nel 1960. La più antica delle opere in essa conservate è una immagine della Madonna, opera di un ignoto pittore del 1514.
La chiesa è stata riaperta al culto nel dicembre 2006 dopo l'ultima della numerose ristrutturazioni, eseguita dietro progetto dell'architetto Joseph Hamberger. Il suo interno ora è completamente rinnovato e le finestrature della chiesa sono totalmente cambiate: quelle del lato meridionale presentano metrature del tutto nuove e multicolori, quelle a nord, prima coperte, sono state sistemate.
Una delle finestre è stata realizzata in memoria della scolara ebrea Elizabeth Block, della sua famiglia e delle vittime del nazismo; su una delle finestre aggiunte si può leggere la preghiera penitenziale di papa Giovanni XXIII per le secolari omissioni della Chiesa Cattolica nei confronti degli ebrei. Una tavola spiega lo scopo di entrambe le finestre.

## Immagini dell'interno della chiesa

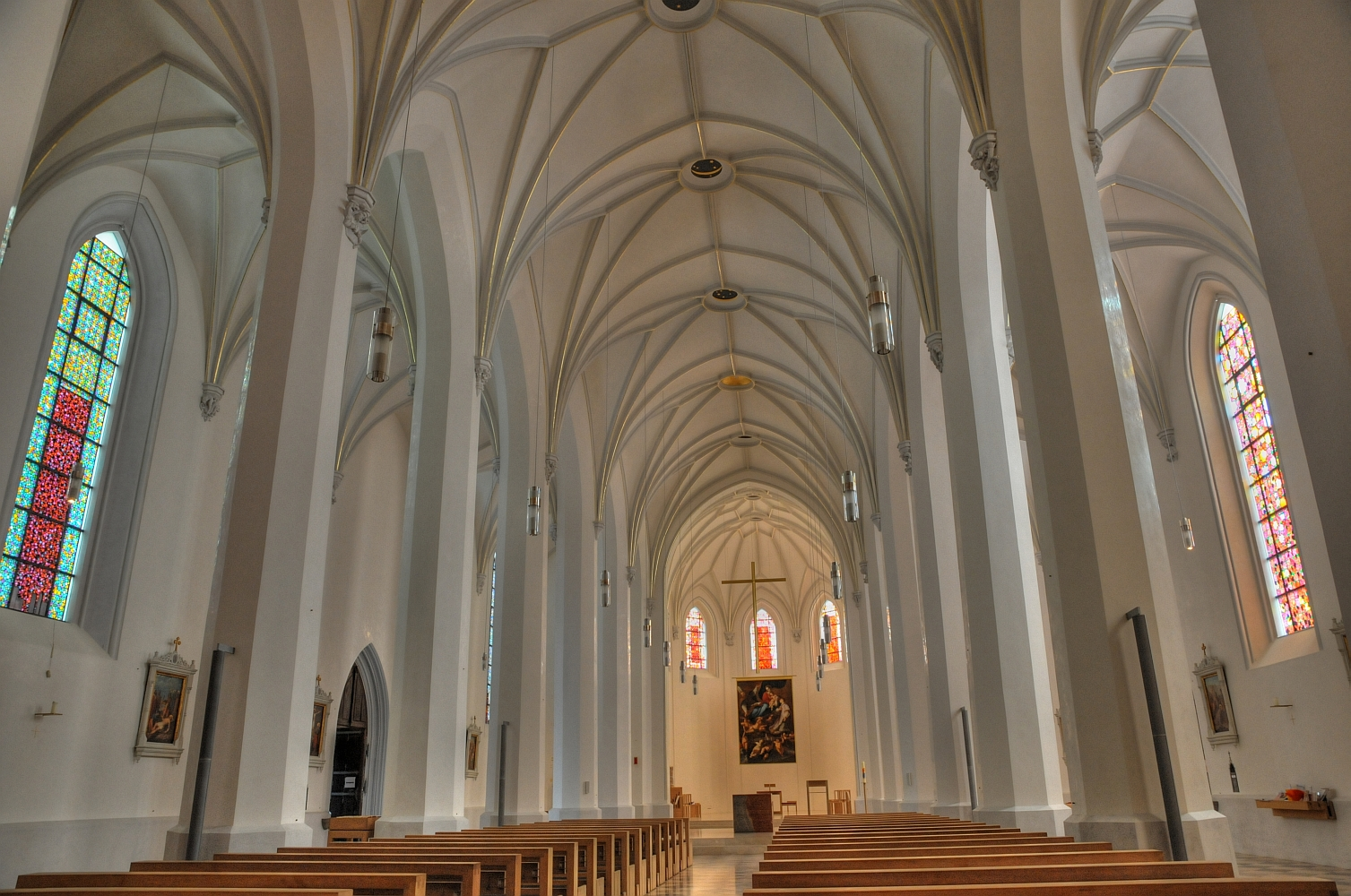
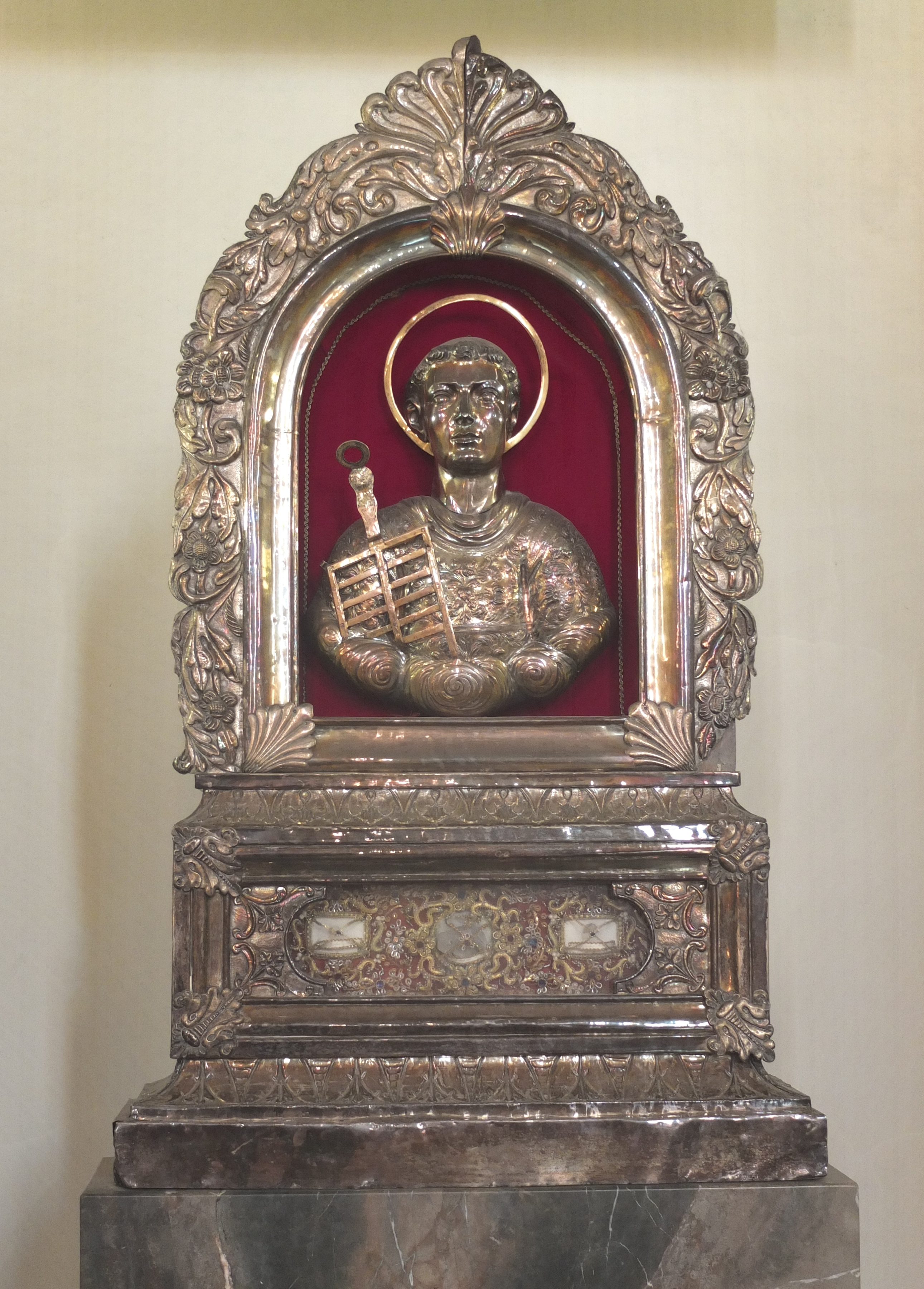
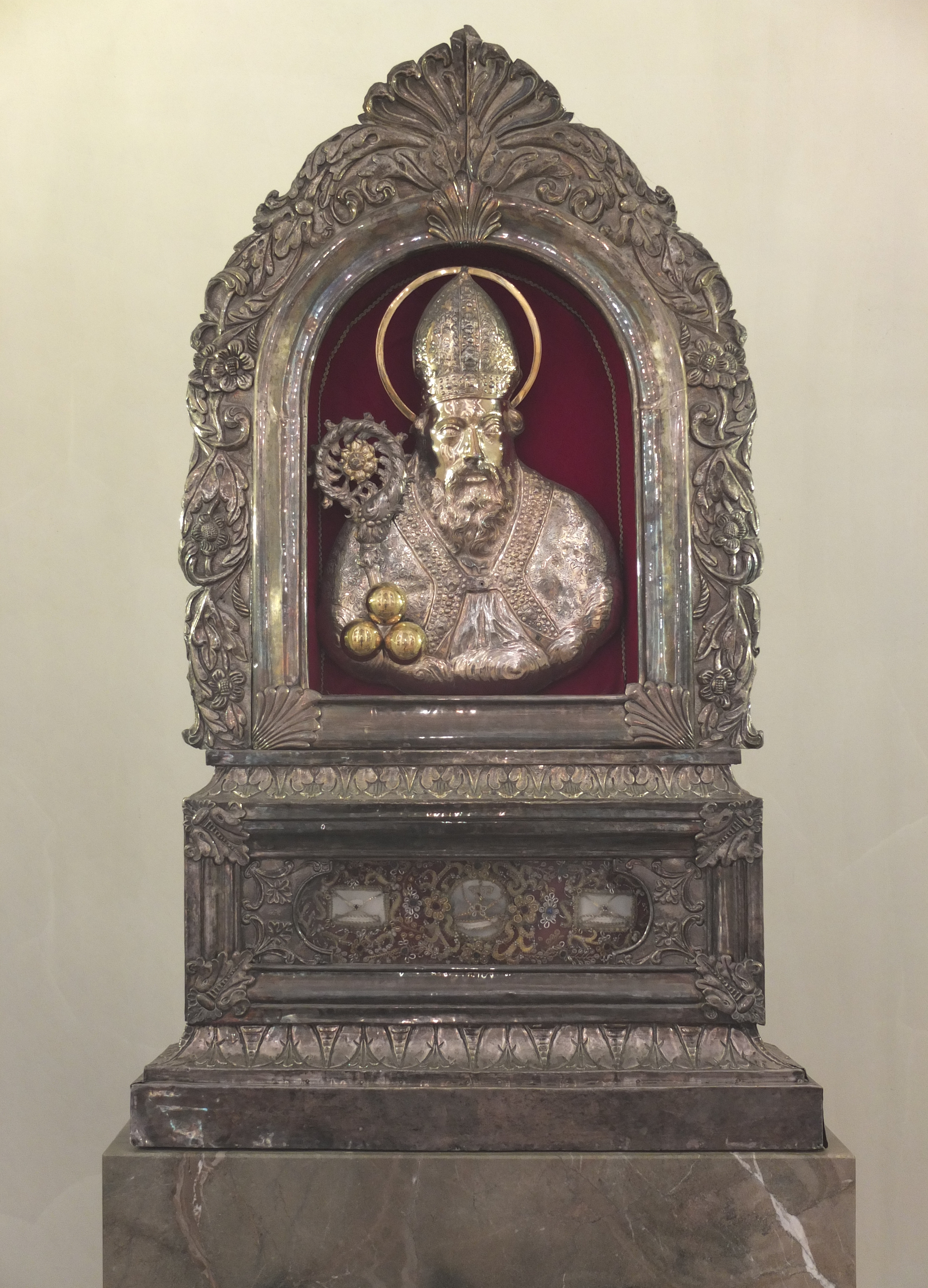